# Ganjaresik
Ganjaresik is een bestuurslaag in het regentschap Sumedang van de provincie West-Java, Indonesië. Ganjaresik telt 3720 inwoners (volkstelling 2010).